# Campeonato Neerlandés de Fútbol 1920-21
El Campeonato Neerlandés de Fútbol 1920/21 fue la 33.ª edición del campeonato de fútbol de los Países Bajos. Participaron 43 equipos divididos en cuatro divisiones. El campeón nacional sería determinado por un grupo final formado con los ganadores de las divisiones de fútbol del este, norte, sur y oeste. NAC Breda ganó el campeonato de este año.

## Nuevos participantes
Eerste Klasse Este:
- Promovido desde la 2ª división: TSV Theole

Eerste Klasse Norte:
- Promovido desde la 2ª división: GVV Groningen

Eerste Klasse Sur:
- Promovido desde la 2ª división: BVV Den Bosch y SV DOSKO

Eerste Klasse Oeste:
- Promovido desde la 2ª división: De Spartaan

## Divisiones

### Eerste Klasse Este
| Pos | Equipo           | PJ | PG | PE | PP | GF | GC | Pts | DG  | Notas                                     |
| --- | ---------------- | -- | -- | -- | -- | -- | -- | --- | --- | ----------------------------------------- |
| 1   | Go Ahead         | 18 | 14 | 3  | 1  | 49 | 10 | 31  | +39 | Clasificado al grupo final por el título. |
| 2   | SC Enschede      | 18 | 12 | 4  | 2  | 54 | 22 | 28  | +32 |                                           |
| 3   | Quick Nijmegen   | 18 | 8  | 3  | 7  | 34 | 33 | 19  | +1  |                                           |
| 4   | Vitesse          | 18 | 8  | 2  | 8  | 38 | 34 | 18  | +4  |                                           |
| 5   | HVV Hengelo      | 18 | 5  | 7  | 6  | 19 | 26 | 17  | -7  |                                           |
| 6   | ZAC              | 18 | 6  | 4  | 8  | 30 | 28 | 16  | +2  |                                           |
| 7   | Theole           | 18 | 7  | 1  | 10 | 22 | 38 | 15  | -16 |                                           |
| 8   | Be Quick Zutphen | 18 | 6  | 2  | 10 | 21 | 41 | 14  | -20 |                                           |
| 9   | Koninklijke UD   | 18 | 5  | 2  | 11 | 21 | 31 | 12  | -10 |                                           |
| 10  | HVV Tubantia     | 18 | 4  | 2  | 12 | 21 | 46 | 10  | -25 | Descendido a la segunda división.         |

PJ = Partidos jugados; PG = Partidos ganados; PE = Partidos empatados; PP = Partidos perdidos; GF = Goles a favor; GC = Goles en contra; Pts = Puntos; DG = Diferencia de goles

### Eerste Klasse Norte
| Pos | Equipo          | PJ | PG | PE | PP | GF | GC | Pts | DG  | Notas                                     |
| --- | --------------- | -- | -- | -- | -- | -- | -- | --- | --- | ----------------------------------------- |
| 1   | Be Quick 1887   | 18 | 16 | 2  | 0  | 88 | 19 | 34  | +69 | Clasificado al grupo final por el título. |
| 2   | WVV Winschoten  | 18 | 11 | 5  | 2  | 47 | 24 | 27  | +23 |                                           |
| 3   | Velocitas 1897  | 18 | 10 | 5  | 3  | 44 | 19 | 25  | +25 |                                           |
| 4   | Achilles 1894   | 18 | 8  | 3  | 7  | 32 | 33 | 19  | -1  |                                           |
| 5   | LAC Frisia 1883 | 18 | 6  | 5  | 7  | 20 | 25 | 17  | -5  |                                           |
| 6   | GSAVV Forward   | 18 | 6  | 2  | 10 | 21 | 36 | 14  | -15 |                                           |
| 7   | Veendam         | 18 | 4  | 5  | 9  | 21 | 42 | 13  | -21 |                                           |
| 8   | MVV Alcides     | 18 | 5  | 2  | 11 | 31 | 49 | 12  | -2  |                                           |
| 9   | GVV Groningen   | 18 | 3  | 4  | 11 | 14 | 48 | 10  | -34 |                                           |
| 10  | HSC             | 18 | 4  | 1  | 13 | 23 | 46 | 9   | -23 | Descendido a la segunda división.         |

PJ = Partidos jugados; PG = Partidos ganados; PE = Partidos empatados; PP = Partidos perdidos; GF = Goles a favor; GC = Goles en contra; Pts = Puntos; DG = Diferencia de goles

### Eerste Klasse Sur
| Pos | Equipo               | PJ | PG | PE | PP | GF | GC | Pts | DG  | Notas                                     |
| --- | -------------------- | -- | -- | -- | -- | -- | -- | --- | --- | ----------------------------------------- |
| 1   | NAC                  | 20 | 17 | 3  | 0  | 64 | 8  | 37  | +56 | Clasificado al grupo final por el título. |
| 2   | MVV Maastricht       | 20 | 14 | 2  | 4  | 50 | 23 | 30  | +27 |                                           |
| 3   | NOAD                 | 20 | 10 | 5  | 5  | 30 | 17 | 25  | +13 |                                           |
| 4   | Willem II            | 20 | 10 | 2  | 8  | 37 | 30 | 22  | +7  |                                           |
| 5   | Bredania             | 20 | 9  | 4  | 7  | 28 | 25 | 22  | +3  |                                           |
| 6   | VVV Venlo            | 20 | 8  | 4  | 8  | 25 | 33 | 20  | +2  |                                           |
| 7   | BVV Den Bosch        | 20 | 7  | 5  | 8  | 21 | 24 | 19  | -3  |                                           |
| 8   | CVV Velocitas        | 20 | 7  | 2  | 11 | 29 | 39 | 16  | -10 |                                           |
| 9   | SV DOSKO             | 20 | 4  | 7  | 9  | 20 | 40 | 15  | -20 |                                           |
| 10  | RKVV Wilhelmina      | 20 | 6  | 2  | 12 | 35 | 43 | 14  | -7  |                                           |
| 11  | Zeelandia Middelburg | 20 | 0  | 0  | 20 | 8  | 65 | 0   | -57 | Descendido a la segunda división.         |

PJ = Partidos jugados; PG = Partidos ganados; PE = Partidos empatados; PP = Partidos perdidos; GF = Goles a favor; GC = Goles en contra; Pts = Puntos; DG = Diferencia de goles

### Eerste Klasse Oeste
| Pos | Equipo              | PJ | PG | PE | PP | GF | GC | Pts | DG  | Notas                                     |
| --- | ------------------- | -- | -- | -- | -- | -- | -- | --- | --- | ----------------------------------------- |
| 1   | AFC Ajax            | 22 | 18 | 1  | 3  | 50 | 20 | 37  | +30 | Clasificado al grupo final por el título. |
| 2   | Blauw-Wit Amsterdam | 22 | 14 | 3  | 5  | 40 | 20 | 31  | +20 |                                           |
| 3   | HBS Craeyenhout     | 22 | 11 | 4  | 7  | 37 | 23 | 26  | +14 |                                           |
| 4   | UVV Utrecht         | 22 | 11 | 4  | 7  | 38 | 35 | 26  | +3  |                                           |
| 5   | De Spartaan         | 22 | 10 | 2  | 10 | 33 | 39 | 22  | -6  |                                           |
| 6   | HFC Haarlem         | 22 | 10 | 1  | 11 | 39 | 31 | 21  | +8  |                                           |
| 7   | HVV Den Haag        | 22 | 9  | 3  | 10 | 41 | 36 | 21  | +5  |                                           |
| 8   | VOC                 | 22 | 7  | 6  | 9  | 33 | 42 | 20  | -9  |                                           |
| 9   | DFC                 | 22 | 8  | 2  | 12 | 29 | 34 | 18  | -5  |                                           |
| 10  | VVA Amsterdam       | 22 | 8  | 1  | 13 | 30 | 50 | 17  | -20 |                                           |
| 11  | Sparta Rotterdam    | 22 | 6  | 3  | 13 | 23 | 36 | 15  | -13 | Descendido a la segunda división.         |
| 12  | AFC Amsterdam       | 22 | 4  | 2  | 16 | 19 | 46 | 10  | -27 | Descendido a la segunda división.         |

PJ = Partidos jugados; PG = Partidos ganados; PE = Partidos empatados; PP = Partidos perdidos; GF = Goles a favor; GC = Goles en contra; Pts = Puntos; DG = Diferencia de goles

### Grupo final por el título
| Pos | Equipo        | PJ | PG | PE | PP | GF | GC | Pts | DG  |
| --- | ------------- | -- | -- | -- | -- | -- | -- | --- | --- |
| 1   | NAC           | 6  | 4  | 0  | 2  | 13 | 8  | 8   | +5  |
| 2   | Be Quick 1887 | 6  | 3  | 1  | 2  | 11 | 11 | 7   | 0   |
| 3   | AFC Ajax      | 6  | 3  | 0  | 3  | 14 | 9  | 6   | +5  |
| 4   | Go Ahead      | 6  | 1  | 1  | 3  | 8  | 18 | 3   | -10 |

PJ = Partidos jugados; PG = Partidos ganados; PE = Partidos empatados; PP = Partidos perdidos; GF = Goles a favor; GC = Goles en contra; Pts = Puntos; DG = Diferencia de goles
|                               |
| Campeón NAC Breda 1.er título |